# Kalcerrytus falcatus
Kalcerrytus falcatus är en spindelart som beskrevs av Ruiz, Brescovit 2003. Kalcerrytus falcatus ingår i släktet Kalcerrytus och familjen hoppspindlar. Inga underarter finns listade i Catalogue of Life.